# Crociati Noceto 2009-2010
Questa pagina raccoglie le informazioni riguardanti il Crociati Noceto nelle competizioni ufficiali della stagione 2009-2010.

## Rosa
| N. |                   | Ruolo | Calciatore            |
| -- | ----------------- | ----- | --------------------- |
|    | Italia (bandiera) | D     | Davide Addona         |
|    | Italia (bandiera) | A     | Alessio Amendola      |
|    | Italia (bandiera) | C     | Andrea Bersanelli     |
|    | Italia (bandiera) | C     | Michele Castagnetti   |
|    | Italia (bandiera) | D     | Michele Coppola       |
|    | Italia (bandiera) | D     | Andrea Delle Donne    |
|    | Italia (bandiera) | C     | Massimo Donzella      |
|    | Italia (bandiera) | C     | Matteo Famà           |
|    | Italia (bandiera) | C     | Mattia Ferretti       |
|    | Italia (bandiera) | D     | Marco Guareschi       |
|    | Italia (bandiera) | P     | Giuseppe Indolfi Raia |

| N. |                    | Ruolo | Calciatore            |
| -- | ------------------ | ----- | --------------------- |
|    | Italia (bandiera)  | A     | Josè La Cagnina       |
|    | Italia (bandiera)  | C     | Roberto Magnani       |
|    | Marocco (bandiera) | A     | Muolaij Micham Miftah |
|    | Italia (bandiera)  | C     | Nicolas Migliaccio    |
|    | Italia (bandiera)  | P     | Luca Mondini          |
|    | Italia (bandiera)  | C     | Luca Mora             |
|    | Italia (bandiera)  | D     | Ermes Paoletti        |
|    | Italia (bandiera)  | A     | Michele Pietranera    |
|    | Italia (bandiera)  | A     | Mattia Pin            |
|    | Italia (bandiera)  | D     | Michele Tagliavini    |
|    | Italia (bandiera)  | D     | Nicola Verdi          |